# George Nicol Gordon
Pour les articles homonymes, voir George Gordon.
George Nicol Gordon, né le 21 avril 1822 à Cascumpeque et mort assassiné le 20 mai 1861 à Erromango, est un missionnaire protestant canadien.

## Biographie
Né à Cascumpeque près d'Alberton (Île-du-Prince-Édouard) de John Gordon et de Mary Ramsay, tous deux d'ascendance écossaise, il est d'abord pasteur à Halifax avant de partir en mission évangélisatrice aux Nouvelles-Hébrides en 1855. Il s'installe ainsi à Erromango en 1857 où il convertit une quarantaine d'indigènes au christianisme. Cependant, en mars 1861, les marchands de bois de santal exposent intentionnellement les indigènes à la rougeole. Gordon passe la plupart de son temps à s'occuper d'eux, mais deux enfants d'un des chefs de l'île meurent sous sa garde. Convaincu qu'il les a mis à mort, le père des enfants réunit un groupe de guerriers et l'assassine avec sa femme et son fils le 20 mai 1861.
Son frère, James Douglas Gordon (1832-1872) sera assassiné dans le même lieu quelques années plus tard.
Jules Verne le mentionne dans son roman L'Île à hélice (partie 2, chapitre XI) mais fait erreur en écrivant qu'il fut tué en 1869.